# Myrcia micropetala
Myrcia micropetala är en myrtenväxtart som först beskrevs av Carl Friedrich Philipp von Martius, och fick sitt nu gällande namn av Franz Josef Niedenzu. Myrcia micropetala ingår i släktet Myrcia och familjen myrtenväxter. Inga underarter finns listade i Catalogue of Life.